# Carlos Celone
Carlos Celone fue un herrero que tras afincarse en Buenos Aires se convirtió en el más reconocido maestro de su oficio contribuyendo al esfuerzo militar de la Revolución de Mayo.

## Biografía
Nació en Rívoli, departamento del Po, Italia, hijo de José Celone y Francisca Monestanol.
Se radicó en Buenos Aires para ejercer su oficio, en el que no tardó en destacar. Tras la Revolución de Mayo fue empleado por su pericia por el gobierno patriota.
El 25 de marzo de 1811 casó con Ramona Bonorino Aicardo.
Cuando el general Manuel Belgrano en oficio del 3 de junio de 1811 dirigido al gobierno se quejaba de la falta de formación del personal de la fábrica de fusiles de Tucumán afirmaba que: "el vizcaíno (Francisco de Eguren, maestro mayor de la fábrica) no es más que un practicón de fabricante de armas, sin entender palabra de mecánica, y que el protector y otros satélites que hay empleados son absolutamente ignorantes en la materia; es pues preciso buscar un inteligente que se haga cargo de ella, experimentándolo antes a entera satisfacción; lo demás es gastar plata en valde y no aprovechar cosa alguna. Con un sujeto de provecho que se hubiese ocupado, tendríamos hoy otras ventajas en ese ramo, de que carecemos con grave perjuicio." Seguidamente, consideraba conveniente que el herrero Carlos Celone que entonces se hallaba en Buenos Aires prestara sus servicios para esta fábrica dado que era "muy hábil y tiene conocimientos". A pesar del pedido de Belgrano, Celone nunca fue enviado a Tucumán.
A mediados de 1812 sugirió que se formaran compañías de milicias cívicas de acuerdo con las profesiones.
Construyó la prensa que fue utilizada por la Asamblea General Constituyente de 1813, tanto en sus trabajos de secretaría como para estampar en seco el sello con el escudo aprobado por la Asamblea.
Fue maestro mayor de herrería de la Marina de Estado. Su desahogada situación económica le permitió hacer el corso con la chalupa Nuestra Señora del Carmen, alias el Independiente (o La Independencia), la llamada Goleta de Celone y el jabeque de doce cañones El Valiente Mocoví del Sur siendo propietario de los primeros y armador de los tres.
Respecto del último, recibió la carta patente nº 182 el 20 de septiembre de 1818. Su capitán, Jean-Luis Podestá,  y tripulación (120 hombres) eran de origen corso y se armó en el Mediterráneo francés. 
Montaba doce cañones de a 8 y tenía 90 toneladas, 23 metros de eslora, 3 de manga, 5 de puntal y 1,75 de calado medio.